# Ramón Ormazábal
Ramón Ormazábal Tife (Irún, 1910 – Bilbao, 5 de julio de 1982) fue un político comunista vasco, fundador y dirigente del Partido Comunista de Euskadi (Euskadiko Partidu Komunista, EPK).

## Primeros años: 1910–1936
Ramón Ormazábal nació en Irún, Guipúzcoa, en 1910. Empieza trabajar en Hendaya a los doce años, uniéndose pronto a círculos comunistas. Milita en el Partido Comunista en Irún y tras la insurrección fallida de 1934  tiene que huir a Pamplona. Cuando el Partido Comunista de Euskadi (PCE-EPK) se constituye como organización nacional en la primavera de 1935 Ormazábal se afinca en Vizcaya, donde es uno de los fundadores manteniéndose contrario a la autonomía del EPK del Partido Comunista de España propuesta por Juan Astigarrabía, quién es expulsado del partido por "desviación nacionalista".

## La guerra civil: 1936–1945
En 1936, al inicio de la guerra civil española Ormazábal participa en la Junta de Defensa de Vizcaya, hasta la constitución del Gobierno Provisional del País Vasco. Dirige la revista Euskadi Roja, del órgano en Euskadi del Partido Comunista (SEIC). Al final de la guerra civil, en abril de 1939,  es apresado en Alicante por las tropas italianas del bando sublevado, y recluido en el campo de concentración de Albatera. Posteriormente es trasladado a la cárcel de Valencia, de donde huye en mayo de 1940, exiliándose primero en Estados Unidos y después en América del Sur, donde es un organizador comunista.

## Última etapa: 1945–1982
Tras la Segunda Guerra Mundial Ormazábal se traslada a Francia en 1946, donde continúa trabajando para el partido desde el exilio y clandestinamente en España. Es arrestado en Las Arenas en junio de 1962, acusado de ser un de los dirigentes de las huelgas de ese año en Guipúzcoa y Vizcaya, siendo torturado, encerrado en la prisión de Carabanchel y posteriormente juzgado el 21 de septiembre de 1962 en un consejo de guerra sumarísimo junto a otros 9 acusados entre los que se encontraban Agustín Ibarrola, Vidal de Nicolás, Antonio Giménez Pericás y Enrique Múgica. Ormazábal es sentenciado con la mayor condena, 20 años de prisión.
Ormazábal cumple ocho años de condena en Burgos y es excarcelado en julio de 1969, haciéndose cargo de la secretaría general del Partido desde Francia. Es candidato por Vizcaya al Congreso de los Diputados en las elecciones generales de 1977, participando junto a Dolores Ibarruri y Santiago Carrillo en un masivo mitin en la Feria de Muestras de Bilbao, en cuya intervención Ormazábal realizó una contundente condena del terrorismo de ETA. En el III Congreso del Partido Comunista del País Vasco desarrollado en la primavera de 1977 en Bilbao Ormazábal es reemplazado como secretario general del PCE-EPK por Roberto Lertxundi. El congreso tiene lugar después unos malos resultados del PCE-EPK en las elecciones en el País Vasco y se pensaba que Lertxundi, exmiembro del grupo terrorista Euskadi Ta Askatasuna (ETA), sería más cercano con el electorado. Ormazábal es elegido presidente en este congreso, y reelegido en el cargo en el congreso de 1981. Ormazábal permanece en el PCE tras la escisión en 1981, mientras el sector mayoritario liderado por Lertxundi constituye Euskadiko Ezkerra (EE) en confluencia con Euskal Iraultzarako Alderdia (EIA), liderado por Mario Onaindia.
Muere de un ataque al corazón en Bilbao el 5 de julio de 1982, a los 72 años de edad.